# Gaviã Arqueira
Katherine "Kate" Bishop (Gaviã Arqueira) é uma personagem fictícia que aparece nas histórias em quadrinhos publicadas pela Marvel Comics. Uma integrante do grupo Jovens Vingadores, ela é a segunda personagem e a primeira mulher a usar o nome de Gavião Arqueiro (em inglês, Hawkeye, sem diferença de gênero) na Terra principal da Marvel Comics, a Terra-616, depois de Clint Barton. Seu primeiro uniforme, feito com "restos" de equipamentos encontrados na recém-destruída Mansão dos Vingadores, era uma mistura dos equipamentos do Gavião Arqueiro e da Harpia (Bobbi Morse), mas posteriormente a heroína ganhou um traje próprio e oficial.

## História

### Infância
Kate Bishop nasceu em berço de ouro, porém nunca gostou de suas origens. Mesmo quando criança, ela se isolava de suas colegas em uma escola luxuosa, afirmando que não queria ser que nem elas, que viviam "vidas idiotas, protegidas e privilegiadas". Como sua mãe estava sempre viajando, seu pai, um rico empresário chamado Derek, era a única família que tinha.
Em uma certa noite, a jovem Kate ouviu Derek discutindo com alguém e, ao descer para ver o que era, o encontra espancando esse certo alguém. Na manhã seguinte, ela decide se esconder no porta-malas do carro para segui-lo e descobrir do que se tratava aquela briga. Nesse fatídico dia, Kate Bishop descobriu que seu pai fazia negócios com criminosos, pagando-os para esvaziar propriedades nas quais tinha interesse, porém estava insatisfeito com os resultados. No entanto, logo após a descoberta, Kate foi encontrada e feita de refém pelos meliantes.
Mesmo assim, ela consegue escapar deles, porém corria o risco de ser pega novamente... até que uma flecha atingiu um dos bandidos. O Gavião Arqueiro, que já investigava a gangue, e outros Vingadores chegaram para resolver a situação, mas, mesmo com seres superpoderosos ao seu redor, Kate ficou impressionada com aquele homem comum que apenas atirava flechas. Depois de libertada, Kate Bishop se tornou mais distante de seu pai e começou a ver o Gavião Arqueiro como um exemplo da pessoa que queria ser.
Em algum momento entre a infância e a adolescência de Kate, ela começou a treinar tiro com arco e sua mãe morreu em Boulder, Colorado.

### Adolescência
Como uma adolescente, Kate continuava sem gostar de suas origens, inclusive dizendo o dinheiro gasto no casamento de sua irmã poderia ter sido doado para caridade. Ela visava seguir uma vida altruísta, mas nem tudo ocorreu bem. Um dia, enquanto passeava em um parque, Kate foi atacada e ficou traumatizada, se isolando em casa por um certo tempo.
Após se recuperar do trauma, a jovem decide que irá treinar para garantir que o que aconteceu a ela nunca mais aconteça com outras pessoas. Treinou arco e flecha ao ponto de ser comparável ao Gavião Arqueiro, e diversos estilos de luta, como esgrima.

### Tornando-se a Gaviã Arqueira
Logo após a morte de Clint Barton, o Gavião Arqueiro original, na história Vingadores: A Queda (que acabaria retornando ao fim de Dinastia M), Kate teve sua primeira aparição nos quadrinhos durante o casamento de sua irmã, que foi invadido por criminosos antes da intervenção dos Jovens Vingadores (Rapaz de Ferro, Patriota, Hulkling e Asgardiano). Kate ajudou na situação de reféns quando após ser agarrada por um bandido, apunhalou sua perna para ele soltá-la e então pegou sua arma para rendê-lo. Depois disso, ela conhece Cassie Lang, filha do Homem-Formiga, e ambas decidem seguir o grupo de jovens heróis até a Mansão dos Vingadores. Enquanto Cassie descobre que pode alterar seu tamanho, Kate pega a espada do Espadachim, as flechas do Gavião Arqueiro e os bastões e a máscara da Harpia. Juntos, os Jovens Vingadores, que agora contavam com as duas novas heroínas, e os Vingadores conseguem deter a ameaça de Kang, que estava atrás do Rapaz de Ferro, sua versão mais jovem.
Mesmo com uma séria advertência do Capitão América, Kate decide reunir os Jovens Vingadores, liderá-los e presenteá-los com novos uniformes. Após mais aventuras (e mais reprovações dos heróis mais velhos), ocorre mais um encontro direto entre o grupo e os Vingadores, dessa vez juntos para lidar com uma possível nova Guerra Kree-Skrull, o que rendeu sérios ferimentos para o Patriota. No entanto, agora Kate foi quem deu uma bronca nos adultos. Ela deixou claro que os Jovens Vingadores estarão de volta à ativa assim que possível e ainda culpou o Capitão América e sua equipe pela hospitalização do Patriota, pela morte dos pais do Wiccano e da mãe do Hulkling, pois nada disso ocorreria se os JV tivessem sido propriamente treinados e apoiados pelos Vingadores. Ao ver como a garota enfrentou sua autoridade, o Capitão decide presenteá-la com o arco e o nome do Gavião Arqueiro, pois apenas Clint Barton o desafiava daquela maneira. Desde então, Kate Bishop tem sido a Gaviã Arqueira.
Durante a Guerra Civil, os Jovens Vingadores foram presos, porém a equipe do Capitão América os libertou. Em uma missão clandestina, os jovens heróis tentaram trazer os Fugitivos para seu lado na guerra, porém eles recusaram a oferta.

### Conhecendo o Gavião Arqueiro
Pouco depois da morte de Steve Rogers, o Gavião Arqueiro revelou que voltou à vida e se encontrou com Tony Stark, que ofereceu o uniforme e o escudo do Capitão América a ele. Stark e Barton saem em uma missão e encontram a Gaviã Arqueira e o Patriota, dois heróis ilegais após a Guerra Civil. Kate dá um bronca em Clint, pois ele estava fingindo ser o Capitão América. Ela ainda destaca que quer honrar o Gavião Arqueiro, não fingir ser ele, e que foi nomeada como "Gaviã Arqueira" pelo próprio Steve Rogers. Sendo assim, Clint decide deixar os dois jovens fugirem e desiste de ser o Capitão América, além de oficialmente chamá-la de Gaviã Arqueira. Esse foi o primeiro encontro oficial dos dois Gaviões, mesmo que Kate não soubesse que aquele Capitão era Barton. Esse também foi um momento decisivo para o Gavião, estabelecendo que ele não estava do lado do Homem de Ferro.
No próximo encontro, o Gavião, que agora era o Ronin, foi bem mais rígido. Ele revelou sua identidade para sua sucessora e quis testá-la. Para passar no teste, a Gaviã deveria realizar um "Tiro de Robin Hood", em que uma flecha atinge outra flecha. Ela não fez esse tiro, perdendo seu nome e seu arco. Mais tarde, Kate invade a base dos Novos Vingadores e rouba o arco de volta, mas acaba ouvindo uma conversa entre Clint e Luke Cage: o ex-Gavião acredita que os Jovens Vingadores são o futuro dos heróis e precisam da ajuda de alguém mais experiente, além de que o mundo precisa deles. Barton acredita que isso é o que o Capitão América iria querer.
Como a Gaviã ficou para ouvir a conversa, o Ronin sentiu seu perfume, então invadiu a base dos Jovens Vingadores para parabenizar sua sucessora. Ele percebeu que Kate não tinha medo de se impor pelo que acreditava, que ela continuaria assim em qualquer situação. Agora, ela finalmente tinha a bênção de seu antecessor.

### A Era Heroica
Alguns anos depois, durante o período conhecido como A Era Heroica, quando Clint voltou a ser o Gavião Arqueiro, ele afirmou que Kate poderia manter o nome, pois "o mundo é grande o bastante para dois Gaviões Arqueiros".
Eventualmente, no fim da história A Cruzada das Crianças, os Jovens Vingadores se separaram, apesar de alguns deles, como a Gaviã, continuarem na ativa como super-heróis.

### Parceria com o Gavião Arqueiro
Em 2012, na aclamada HQ de Matt Fraction e David Aja, os dois arqueiros se tornaram grandes amigos e parceiros, com Kate aparecendo regularmente a partir da 2ª edição. Em certos momentos, ela também age como um tipo de apoio emocional para Clint, que possuía uma personalidade autodestrutiva nessa HQ. Na 10ª edição da série, a Gaviã perde a paciência com essa personalidade e vai embora, se instalando em Los Angeles e se tornando uma detetive particular. Nessa mesma edição, ela consegue fazer o famigerado "Tiro de Robin Hood". Ela também levou consigo o cachorro Sortudo, resgatado e adotado por Clint em Hawkeye (2012) #1. Durante sua carreira solo, foi estabelecida uma rivalidade entre a Gaviã e a Madame Máscara, além da revelação de que Derek Bishop se associava com criminosos. Eventualmente, Kate volta para Nova Iorque e se reencontra com Clint, ajudando-o a derrotar a Gangue do Agasalho de Ginástica.
Em determinado momento, os Jovens Vingadores voltaram à ativa. Nessa nova encarnação da equipe, estavam presentes Wiccano, Hulkling, Marvel Boy (Noh-Varr), Loki, América Chavez, Prodígio e, é claro, a Gaviã Arqueira. Desta vez, os JV enfrentam uma parasita interdimensional conhecida como "Mãe", que chegou à Terra-616 (universo principal da Marvel Comics) quando o Wiccano fez um feitiço para trazer a mãe do Hulking de volta — também foi revelado que Loki influenciou esse feitiço, ajudando a Mãe. Durante esse período, Kate teve um breve relacionamento amoroso com Noh-Varr, mas ele terminou como ela para poder ficar com a vilã Exterminatrix. Desde então, Marvel Boy e Gaviã Arqueira não se dão tão bem quanto antes. Perto do fim dessa fase, Kate completou 21 anos.
Ela também teve mais aventuras como parceira de Clint. Em uma delas, os Gaviões encontram e resgatam crianças superpoderosas em uma base da Hidra, conhecidas como "Projeto Comunhão". Novamente, ela abandona o Gavião Arqueiro, mas agora porque ele decidiu que as crianças ficariam em melhores mãos se ainda estivessem com a Hidra. Eventualmente, eles se reconciliam e resgatam o Projeto Comunhão novamente, agora entregando tais crianças para Barney Barton, o irmão de Clint que agora vive em uma ilha.

### Carreira solo
Após a prisão do Gavião Arqueiro em Guerra Civil II, a Gaviã Arqueira se reencontrou brevemente com os Jovens Vingadores, que vieram apoiar a amiga, mas depois cada um seguiu seu próprio rumo. Kate, novamente, decidiu ser uma investigadora particular em Los Angeles e fundou a Hawkeye Investigations. Lá, ela fez novos amigos, como Quinn, Mikka Nguyen, Ramone Watts, Johnny Watts e a Detetive Rivera. Em certo momento dessa jornada, a Madame Máscara envia um bilhete para Kate com um colar pertencente a Eleanor Bishop, a mãe da heroína, e o endereço do quartel-general da vilã. Ao chegar lá, Kate encontra seu pai e descobre que, através de um processo de clonagem, agora ele está mais jovem e possui poderes de controle mental similares aos do Homem-Púrpura, que exigem um comando verbal. Depois que ele tenta usar seus poderes nela, Kate foge e se reencontra com seus amigos, além de aceitar um novo caso que a leva a uma luta clandestina. A Gaviã derrota seu primeiro adversário, mas é nocauteada pelos seguintes.
Agora que Kate estava desacordada, ela foi sequestrada e um clone de seu corpo foi criado para a Madame Máscara. Para não levantar suspeitas, deixaram que Kate fosse resgatada pelos amigos, porém Máscara (que já estava hospedando o corpo clonado) a encurralou e a capturou novamente. A vilã viveu uma noite como Kate Bishop, enganando inclusive os amigos da heroína. Eventualmente, a Gaviã se libertou, derrotou a Madame Máscara e começou a namorar com Johnny. Mesmo assim, Máscara conseguiu fugir.
No fim do evento Império Secreto, a personagem conhecida como Kobik teleportou diversos "heróis de legado" para o passado, o que incluiu a Kate. Ela conheceu o Gavião Arqueiro no começo da carreira em uma ilha com uma espécie de battle royale entre atiradores. A vilã da vez era Eden Vale, cujas motivações seriam explicadas posteriormente. Ao fim do dia, Kate faz um discurso para o Gavião sobre como ele foi um bom amigo e o quão sortuda ela foi por tê-lo como mentor, mas ele estava dormindo e não ouviu nada. Assim como ocorreu no final de todas as edições da antologia Generations, Kate foi repentinamente devolvida para os dias atuais.
No presente, Clint vai para L.A. e se reencontra com Kate, dizendo que precisa da ajuda dela porque estava sendo perseguido. A perseguidora acaba por ser Eden Vale, que queria se vingar do Gavião Arqueiro porque sua filha morreu durante Império Secreto, sendo bombardeada por viver em Nevada, onde ficava a base da Resistência liderada por Barton. Também foi revelado que a vilã poderia deslocar pessoas através do tempo caso tivesse uma amostra do sangue delas. Sendo assim, após capturar a Gaviã, ela faz uma oferta: se Kate ajudasse Eden a matar Clint, teria sua mãe de volta. Apesar da grande recompensa, essa oferta foi recusada, pois Kate considera que Clint também é sua família.
Mesmo assim, o Gavião Arqueiro não poderia ficar parado. Assim que sua amiga foi capturada, ele pediu ajuda para a Madame Máscara, que ainda usava o corpo de uma clone de Kate. O plano era simples: Clint invadiria a base de Eden Vale, trocaria a Kate verdadeira pela clone e o problema estaria resolvido. No entanto, como a própria Kate percebeu imediatamente, o Gavião não pensou nas consequências. A Madame Máscara acordou e se aliou a Eden para derrotar os Gaviões, além de providenciar amostras de sangue necessárias para trazer versões passadas dos vilões Mercenária, Espadachim, Fogo-Cruzado e Bumerangue para o presente.
Kate e Clint conseguem escapar e, como parte de um novo plano, sequestram Derek Bishop, que ajudaria a hipnotizar os vilões porque não quer ver sua filha morta. No meio da grande batalha com Eden, Máscara e seus comparsas, Kate salva uma garotinha de um prédio desabando, mas coloca a própria vida em risco. Para a surpresa de todos, Johnny revela que tem superpoderes e salva a Gaviã — mais tarde, seria explicado que ele pode transformar seu corpo em qualquer substância que toca. Kate cria intriga entre suas adversárias ao relatar que uma garota quase morreu, fazendo com que Eden repense a parceria com a Madame Máscara. Durante esse período, os Gaviões combinaram que Clint as distrairia ao fingir que estava se entregando enquanto Kate preparava um ataque sorrateiro. Com a distração plantada, a Gaviã pega a maleta com o único frasco sangue da filha de Eden Vale e ameaça destrui-la, enquanto o Gavião derruba a Madame Máscara. Eden aceita se render, devolve os outros vilões para suas épocas originais, deixa Kate ficar com a maleta e, com a permissão da heroína, utiliza seus poderes para dar um último adeus para sua filha. Enquanto isso, a Madame Máscara escapou e descobrimos quem é sua grande parceira crimimosa: Eleanor Bishop, a mãe de Kate, que também quer que a vilã abandone o corpo clonado de sua filha.
Em algum momento de sua carreira como investigadora particular, a Gaviã Arqueira conheceu a Gwenpool enquanto tentava impedir que um grupo de anões mitólogicos utilizasse um artefato místico. Depois que o problema foi resolvido, cada uma seguiu seu rumo.
Entre o fim de Hawkeye (2016-2018) e o começo de West Coast Avengers (2018-2019), Johnny Watts, o namorado de Kate, começou a utilizar "Fuse" como seu nome de super-herói.

### Vingadores da Costa Oeste
Ao perceber que a Costa Oeste dos EUA possui muitos problemas e poucos heróis, a Gaviã Arqueira decide criar e liderar uma nova equipe. Inicialmente, o grupo já tinha Kate, Clint, Johnny e América Chavez, que já estavam em L.A., mas a Gwenpool participou das audições para novos membros e foi aprovada — principalmente porque nenhum dos outros participantes era realmente bom. Quando o quinteto já estava pronto, Quentin Quire, também conhecido como Kid Ômega, entra na sede da Hawkeye Investigations e se ofereceu para financiar a equipe, mas eles teriam que protagonizar de um reality show. A oferta foi aceita e a primeira missão do grupo foi enfrentar uma versão gigante da heroína Tigresa (Greer Nelson), que os levou até um novo "herói" conhecido como B.R.O.D.O.K., que era o vilão M.O.D.O.C. disfarçado. Após derrotarem M.O.D.O.C., os heróis foram convidados para um programa de TV e o apresentador os anunciou como os novos Vingadores da Costa Oeste, atraindo a atenção de vários vilões.
Alguns desses vilões, incluindo a Madame Máscara, formaram uma equipe e encurralaram os heróis, que eventualmente conseguem escapar. Durante essa emboscada, Kate reencontra sua mãe e consegue fugir com ela, mas retorna porque não iria abandonar seus amigos. No caminho de volta, ela descobre que Noh-Varr se infiltrou no grupo dos vilões e ele se junta aos Vingadores da Costa Oeste após fugirem da armadilha.
É revelado que Noh havia se infiltrado para investigar a conexão entre a Madame Máscara e um culto misterioso, então a equipe decide ajudá-lo nisso. Eles descobrem que se trata de um culto de vampiros que acreditam que o sangue de América Chavez permitirá que andem sob a luz solar. Enquanto a maioria dos Vingadores da Costa Oeste estava aprisionada pelos vampiros, a irmã de Johnny, Ramone, revela que também tem poderes relacionados à absorção de materiais e que a mãe de ambos era uma Dora Milaje exilada de Wakanda. Ela toca em um anel de Vibranium, cria uma armadura permanente e, junto de Gwenpool, Quentin e Eleanor Bishop, vai salvar a equipe. Ao chegarem, é revelado que a mãe de Kate também é metade vampira e suas constantes viagens eram para que Kate não a visse daquele jeito, criando um certo atrito entre as duas. Eleanor também revela seu verdadeiro plano: como Derek Bishop a matou, ela se aliou à Madame Máscara para se aproximar dele e matá-lo. Já que precisava ajudar seus colegas de equipe, Kate deixa sua mãe ir embora.
Fora do templo dos vampiros, a Gaviã Arqueira e seus Vingadores da Costa Oeste encontram uma novíssima base providenciada pela equipe do reality show, concluindo suas aventuras por enquanto.

### Guerra dos Reinos
Durante o evento Guerra dos Reinos, Kate e outros personagens foram recrutados para uma equipe que deve proteger Laussa Odinsdottir, a filha ainda bebê de Odin e Freija. Os outros integrantes do grupo são Balder Odinson, Homem-Aranha (Miles Morales), Magnum (Simon Williams), Death Locket, Sebastian Druid e Thori, um cão infernal. Juntos, eles viajam pelos Estados Unidos enquanto fogem do deus Ares, passando por localidades como um acampamento de Skrulls pacíficos, uma cidade habitada por fantasmas de heróis do faroeste e um cassino lotado de capangas de vilões. Eventualmente, é revelado que Laussa, que também tem o sangue demoníaco de Surtur, controlou a viagem desde o começo, secretamente definindo os destinos e juntando aliados para ajudar os heróis na Guerra dos Reinos. Até mesmo a participação do Deus da Guerra foi planejada por ela, na esperança de torná-lo mais um aliado. No fim, a Gaviã e sua equipe decidem continuar lutando na Guerra dos Reinos.

### Marvel Comics #1000
Em uma página de Marvel Comics #1000,  os Jovens Vingadores clássicos — Gaviã Arqueira, Patriota, Estatura, Hulkling, Wiccano e Célere — se reúnem em um jantar para comemorar o retorno do Patriota a Nova York após uma longa ausência. Ao fim da página, uma ameaça cósmica faz com que os seis coloquem seus uniformes heroicos, ocasião descrita por Eli e Kate como "algo que ocorre apenas uma vez [...] até a próxima vez", referenciando os sumiços e retornos da equipe. Essa breve história, seguindo a temática da edição, celebra o ano de 2005 e a primeira aparição dos Jovens Vingadores.

## Possíveis futuros
Em uma edição especial relacionada à história A Cruzada das Crianças, é apresentado um futuro em que a Gaviã Arqueira e o Célere estão em um relacionamento romântico e, em consequência disso, Kate está grávida. Além disso, ambos fazem parte de uma equipe de Vingadores liderada por Kang. No fim da edição, é revelado que esses Vingadores querem destruir os Vingadores do presente da Terra-616. Em sua única aparição, eles enviam o Rapaz de Ferro para o passado ao afirmarem que o Wiccano morreu tentando resgatar sua mãe.
Em All-New Hawkeye (2016) #1-3, é mostrado um futuro em que, trinta anos depois da atualidade, Kate e Clint nunca se reconciliaram depois do que aconteceu com o Projeto Comunhão. Enquanto a vida do Gavião não avançou muito, permanecendo praticamente a mesma do presente, a Gaviã utilizou a fortuna de seu pai para criar uma organização internacional conhecida como Os Gaviões. Ela decide se reunir com seu antigo parceiro para resgatar uma das crianças do Projeto Comunhão, que foi encontrada na China, sob a custódia do Mandarim. Após o resgate, eles se recusam a entregá-la à S.H.I.E.L.D., que já tinha as outras duas cobaias. Maria Hill baleia o trio do Projeto Comunhão, fazendo com que os Gaviões percebam que sua separação foi um erro. Esse futuro nunca se concretizou, já que eles acabaram se conciliando no presente, sendo apenas uma representação do que poderia ter acontecido.
Nas Terras Desoladas, cenário de O Velho Logan, Kate sobreviveu à Revolução dos Vilões e se tornou a prefeita de uma cidade secreta. Após seu território ter sido atacado por vários simbiontes Venom que perseguiam Clint, ela decide fugir com ele porque a batalha com as criaturas chamou muita atenção e, se os vilões descobrissem que há uma cidade governada por uma super-heroína, matariam toda a população. Juntos, os dois embarcam na missão pessoal do Gavião Arqueiro, que consiste em matar o Barão Zemo e os Thunderbolts envolvidos no assassinato de diversos Vingadores. Depois que a missão é concluída, ela percebe que Clint nunca irá parar de lutar, indo até a morte com esse comportamento. Como Kate não queria mais enterrar as pessoas com as quais se preocupa, ela o abandona novamente e vai cuidar de sua cidade.

## Armas e Equipamentos
Atualmente a Gaviã Arqueira não usa mais a sua espada, seu arco-e-flecha clássicos, e nem o arco do Gavião Arqueiro original que recebeu de presente do Capitão América. Ela usa seu próprio arco e, às vezes, um arco Kree que recebeu de presente do Marvel Boy. Durante a Guerra dos Reinos, Kate recebeu o místico arco de Shiva, que, assim como o arco Kree, gera as próprias flechas de energia quando a corda é puxada.

## Em outras mídias

### Adaptaçãolive-action
Kate Bishop, interpretada por Hailee Steinfeld, foi introduzida no Universo Cinematográfico Marvel na série Hawkeye, exibida no serviço de streaming Disney+ em 2021. A série mostra que durante a invasão alienígena de Nova York retratada em Os Vingadores, a casa de Kate foi atacada, com seu pai morrendo e ela só sendo salva pela intervenção do Gavião Arqueiro. Inspirada por Clint, Kate treinou artes marciais e arco e flecha. Doze anos depois, Kate descobre um leilão ilegal, onde um dos itens era a roupa de Ronin - identidade que Clint assumira em um período que saiu à caça de criminosos - que ela veste para se disfarçar e no qual acaba sendo filmada enquanto salvava Sortudo de ser atropelado. Isso traz Clint até ela, e os dois passam a véspera do Natal enfrentando a Gangue do Agasalho.
Kate volta na cena final de The Marvels, de 2023, onde Kamala Khan aparece em sua casa querendo recrutá-la para os Jovens Vingadores.

### Adaptações em jogos
- No jogo Marvel Heroes, Kate poderia ser desbloqueada como um traje alternativo para o Gavião Arqueiro. Sua dubladora era Amanda C. Miller.[69]
- A Gaviã Arqueira é uma personagem desbloqueável nos jogos Marvel Avengers Alliance[70], Lego Marvel's Avengers[71], Marvel Puzzle Quest[72] e Marvel: Future Fight.[73]
- No jogo Lego Marvel Super Heroes 2, Kate Bishop é desbloqueada através da DLC dos Campeões.[74]
- Kate Bishop é a primeira personagem adicional do jogo Marvel's Avengers, dublada por Ashly Burch.[75] Em sua própria campanha, Taking Aim, é revelado que a Gaviã estava prestes a entrar para os Vingadores antes da queda da equipe. No presente, ela investiga os planos da organização criminosa I.M.A. e acaba se encontrando com os outros heróis. Juntos, eles resgatam o Gavião Arqueiro e Kate torna-se uma Vingadora oficial.[76] Na campanha solo de Clint, Future Imperfect, Kate o ajuda a proteger seu apartamento e a investigar um futuro pós-apocalíptico. Arquivos de áudio espalhados pelo jogo revelam que, nesse universo, Kate treinava desde pequena para ser uma Vingadora. Ela entrou para a equipe de arco-e-flecha do colégio e, em uma competição, atraiu a atenção de Clint Barton, que a ajudou a realizar seu sonho.

## Curiosidades
- Ao contrário do que comumente se pensa, a Gaviã Arqueira das HQs não foi treinada pelo Gavião Arqueiro. Clint estava morto no período em que Kate se tornou uma heroína[9][14] e, ao voltar à vida, ele apenas a aprovou como sua sucessora.[21] A Gaviã treinou com profissionais de esgrima, arco e flecha e outras modalidades.[7][77] Em All-New Official Handbook of the Marvel Universe A to Z #5, de 2006, seu treinamento é melhor detalhado: ela estudou tiro com arco, esgrima, kickboxing e várias artes marciais na escola particular Hawthorne Academy e no Interlochen National Music Camp.[78]
- Em Hawkeye (2016) #7, a jovem Kate Bishop é vista treinando com arco e flecha algum tempo antes da morte de sua mãe.[6] Como Young Avengers Special #1 mostra que Eleanor Bishop já estava morta quando Kate foi atacada no Central Park, acontecimento que a motivou a treinar para ser uma super-heroína[7], esse momento complementa o pequeno retcon feito em All-New Hawkeye (2016) #6. Na história em questão, é dito que Kate admirava o Gavião Arqueiro desde pequena e queria ser igual a ele.[5]
- Nos últimos anos, pode ser vista uma tendência a não mencionar a primeira origem da Gaviã Arqueira, que foi apresentada em apenas uma edição canônica[7] e um databook[78], talvez por ser muito pesada para a temática mais leve e cômica de suas HQs mais recentes. Isso pode ser visto na fase de Jeff Lemire, que deu novas motivações para a personagem se tornar uma heroína[5] e está resumida na seção "Infância" desta página, e na fase de Kelly Thompson, em que vemos Kate treinar tiro com arco em casa, antes de sua mãe morrer.[6] Além disso, em Generations: Hawkeye & Hawkeye #1, uma página apresenta as origens dos dois Gaviões de forma breve: enquanto a de Clint Barton está relativamente completa, a de Kate Bishop menciona apenas os eventos de All-New Hawkeye (2016).[41]
- Célere tem uma queda pela Gaviã Arqueira e já a beijou, porém o seu relacionamento verdadeiro ocorre com outro colega de equipe, o Patriota. Depois que os Jovens Vingadores se separaram, Kate teve relacionamentos com outros heróis, como Marvel Boy[30] e Fuse.[39]
- Em Young Avengers Presents #6, o teste que Clint passa para ver se Kate estava à altura do nome "Hawkeye" era um "Tiro de Robin Hood", em que é necessário que uma flecha atinja e parta outra flecha, algo considerado impossível.[21] Em Hawkeye (2012) #10, quando Kate decide abandonar Clint devido ao comportamento autodestrutivo dele, ela finalmente consegue realizar esse tiro, demonstrando que os dois Gaviões estão no mesmo nível.[26] As duas HQs foram escritas por Matt Fraction.
- Kate não gosta de ser chamada de "Katie".[79][80] Curiosamente, a Katie Bishop do Universo Ultimate, que é uma agente da Hidra, sempre é chamada assim.[81][82]
- Quando o nome "Gaviã Arqueira" foi sugerido pelos Jovens Vingadores, Kate não gostava dele,[2] mas passou a gostar quando o Capitão América a deu esse codinome.[1]
- Kate Bishop é a única integrante da 1ª fase dos Jovens Vingadores que não possui um parentesco com heróis (ou vilões) mais velhos. O Patriota é neto de Isaiah Bradley, um dos primeiros Super-Soldados[7]; Rapaz de Ferro é a versão mais jovem de Kang, o Conquistador[11]; Wiccano e Célere são reencarnações dos filhos da Feiticeira Escarlate[16]; Hulkling é filho do Capitão Mar-Vell[16]; Estatura é filha de Scott Lang, o Homem-Formiga[12]; e Visão teve seus padrões cerebrais baseados no Rapaz de Ferro e no Visão original[83]. Curiosamente, com a exceção de Cassie Lang, Kate talvez seja a Jovem Vingadora mais próxima de seu antecessor, inclusive considerando Clint como sua família.[41][43]
- Apesar de ser a 2ª personagem vinda da Terra-616, a Terra principal da Marvel Comics, a utilizar o nome "Hawkeye", Kate não é a segunda no panorama geral. Wyatt McDonald, do Esquadrão Supremo da Terra-712, também já utilizou esse nome.[84]
- O encadernado Gaviã Arqueira: Vingadora da Costa Oeste, publicado pela Panini Comics no Brasil em 2016, é o 3º volume da fase de Matt Fraction, sendo a continuação de Gavião Arqueiro: Pequenos Acertos. Como Clint e Kate têm nomes diferentes no Brasil (nos EUA, ambos são "Hawkeye"), alguns leitores não percebem que Vingadora da Costa Oeste faz parte dessa fase e acreditam que é uma história isolada.
- Kate também toca violoncelo.[85]
- A edição final de Young Avengers (2013-2014) deixa a entender que Kate é bissexual, porém essa ideia ainda não foi explorada por outros roteiristas.[86]
- Em New Avengers: The Reunion #1, de 2009, Bucky Barnes diz que a Gaviã Arqueira tem 16 anos.[87] Em Young Avengers #11, de 2013, Kate diz que seu 21º aniversário está próximo.[88] Caso Bucky esteja certo em seu comentário anterior (ou seja, caso não tenha sido apenas um "chute" para destacar a pouca idade da Gaviã), o "tempo fictício" teria passado em um ritmo próximo ao do "tempo real" para os Jovens Vingadores, mesmo que isso não seja válido para outros personagens.
- Quando a Madame Máscara clonou a Gaviã Arqueira, cada Kate tinha um penteado diferente. A original utilizava um rabo de cavalo com duas mechas soltas na frente, o penteado principal da heroína na época, enquanto a clone usava o cabelo solto e tinha uma franja, um estilo utilizado por Kate em fases anteriores.[39]
- Antes de ser oficialmente nomeada como "Gaviã Arqueira", Kate recebeu várias sugestões de codinomes de seus amigos, como Treinadora e Harpia-Arqueira.[2][85] Ela não aprovou nenhum desses nomes.[2]
- Em inglês, como ambos os Gaviões Arqueiros se chamam "Hawkeye", Kate e Clint constantemente se referem pelos codinomes, como um tipo de piada interna.[24][89]
- Kate consegue se desviar das flechas de adversários ao observar o modo como eles seguram o arco.[55]